# پیست جایزه بزرگ جزیره فیلیپ
پیست جایزه بزرگ جزیره فیلیپ (انگلیسی: Phillip Island Grand Prix Circuit) یک پیست ورزش‌های موتوری در جزیره فیلیپ، استرالیا است.
این پیست اولین بار در سال ۱۹۲۸ تأسیس شده و در سال ۱۹۵۶ به صورت مدرن تبدیل شده است.

## نگارخانه

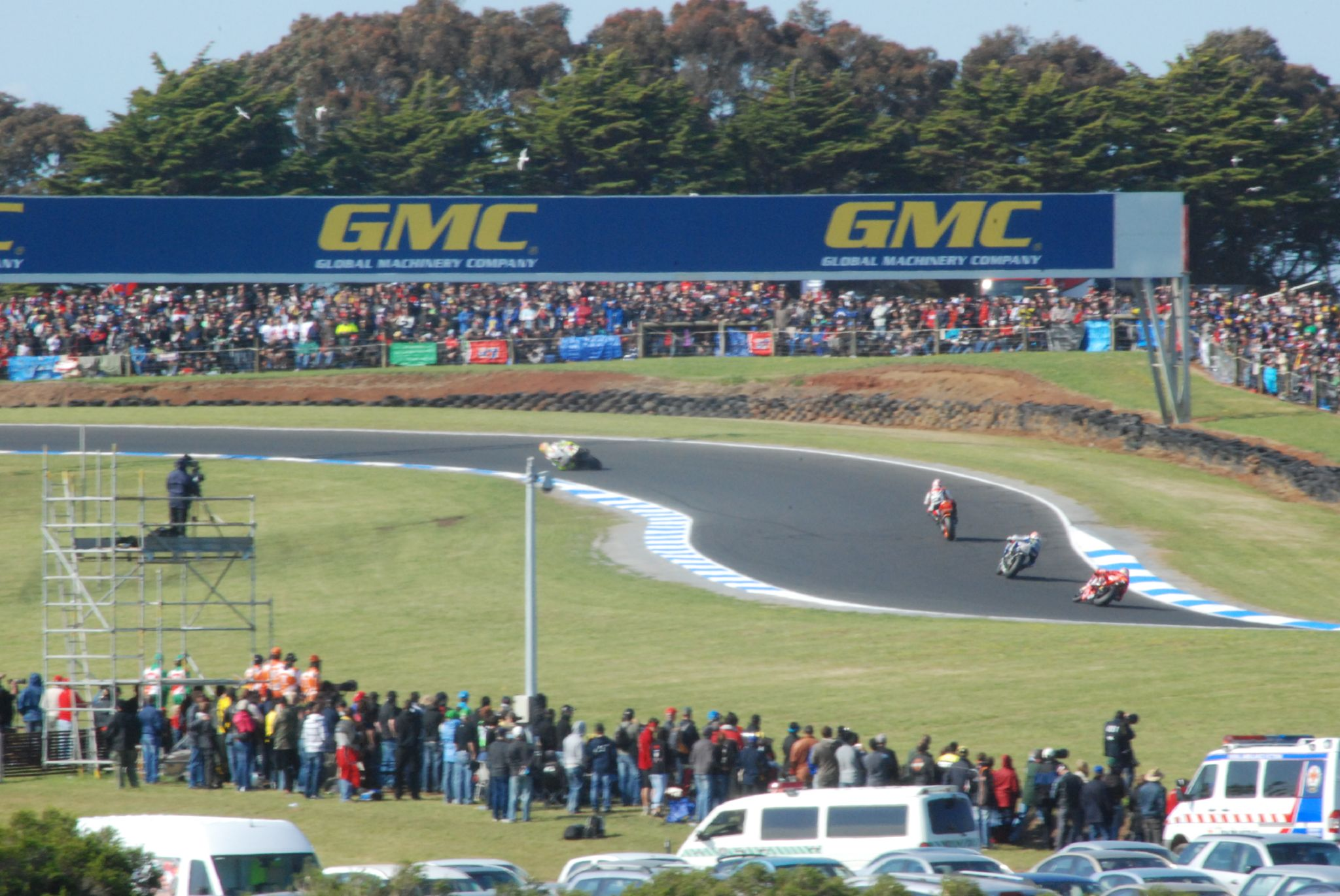
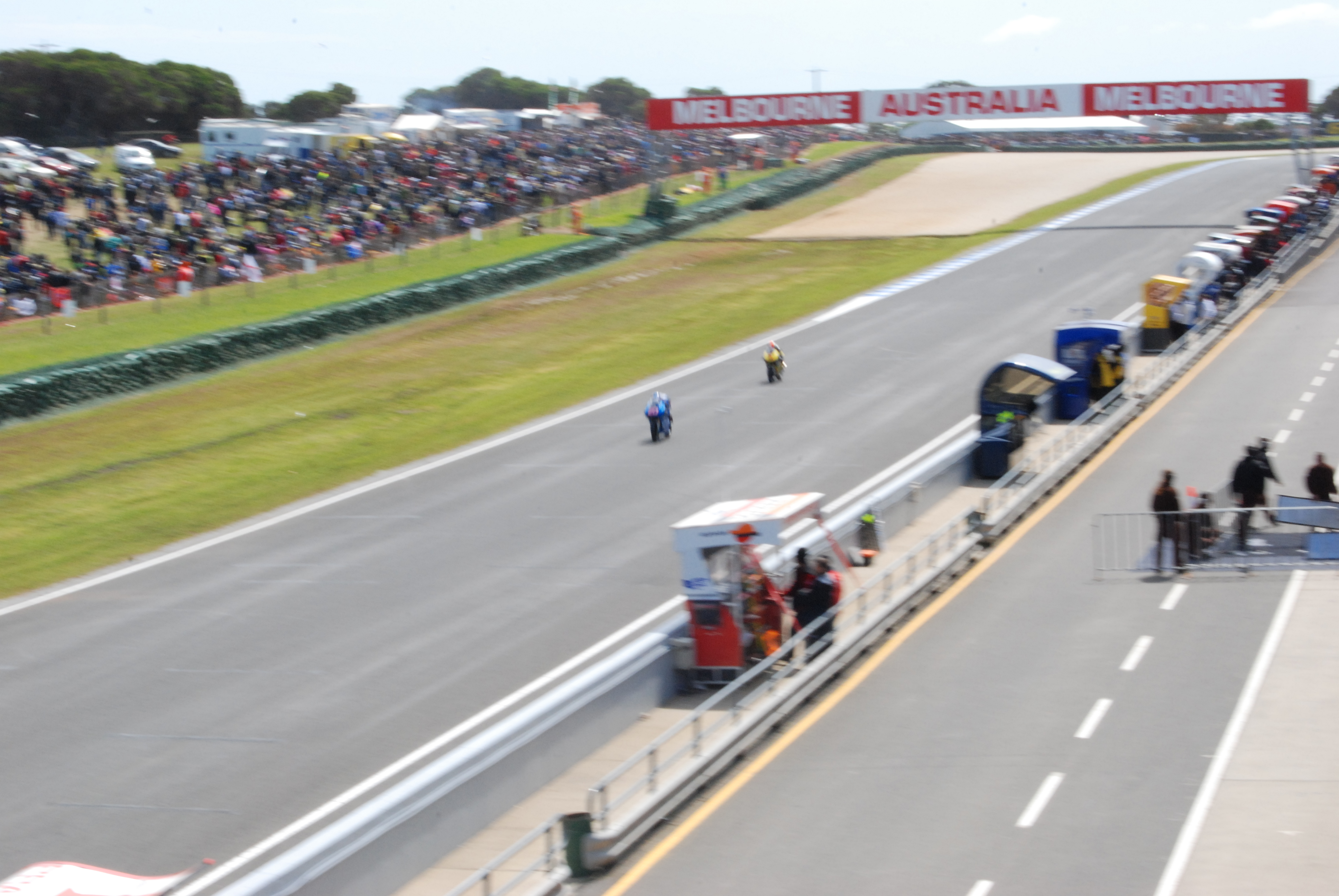
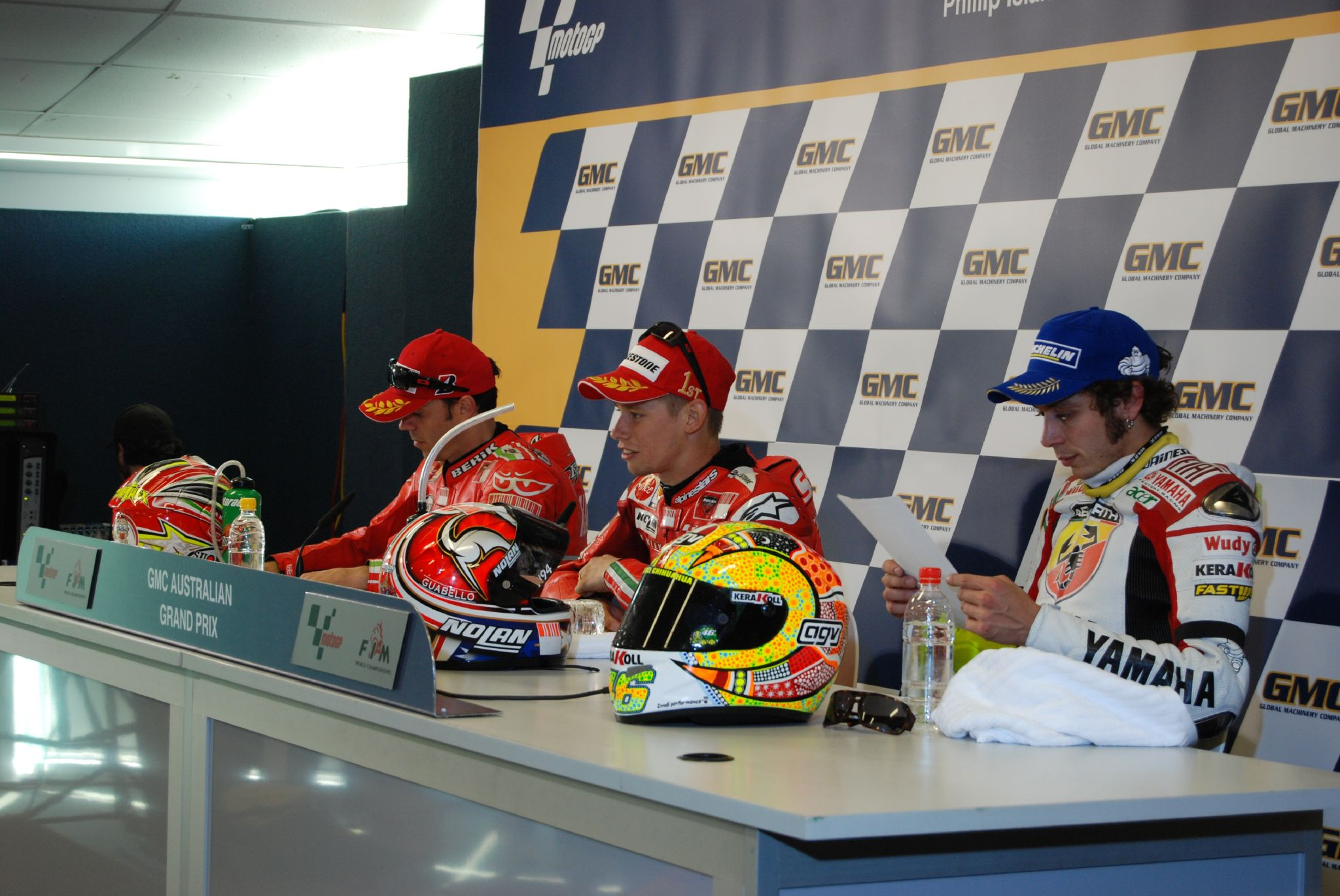
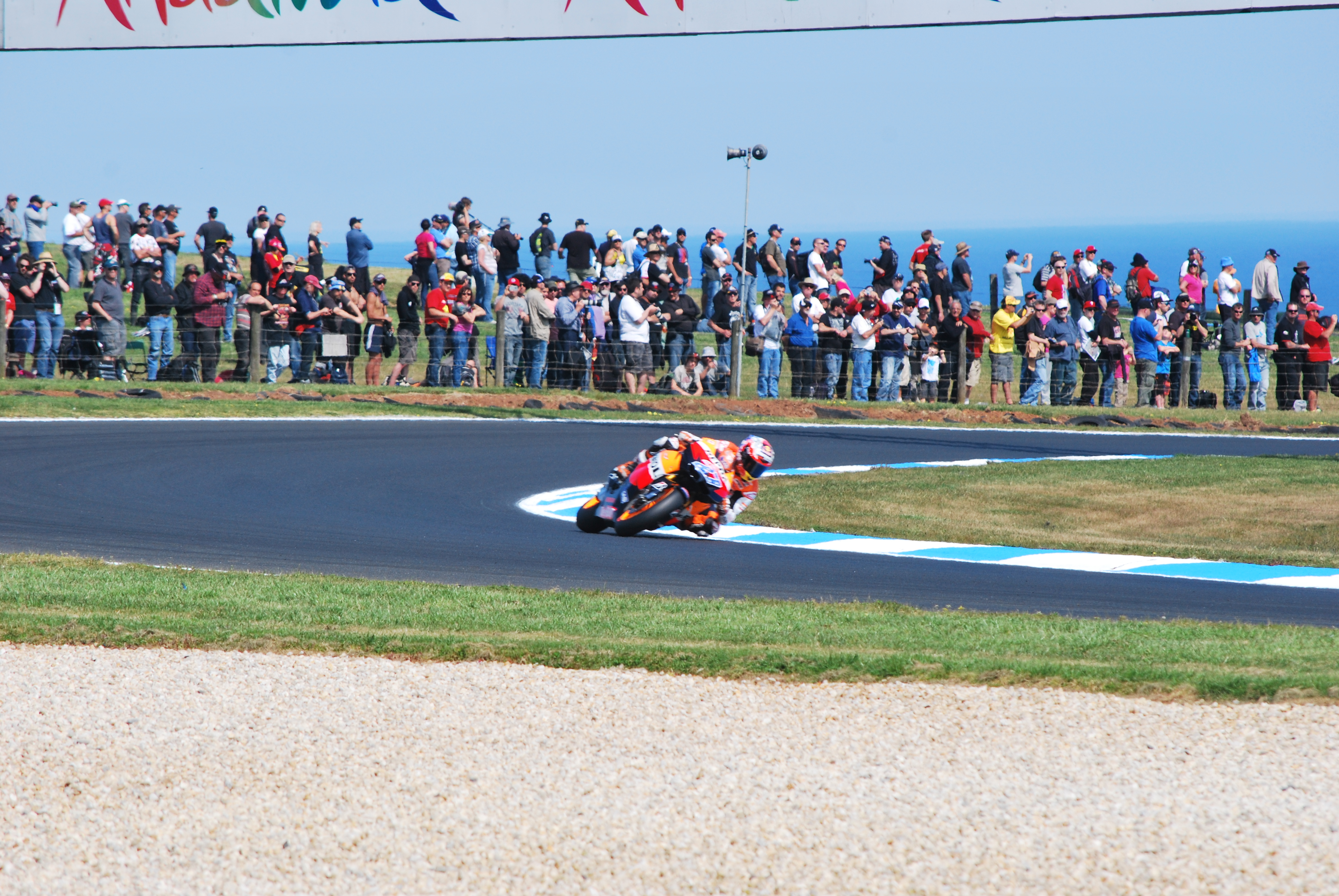

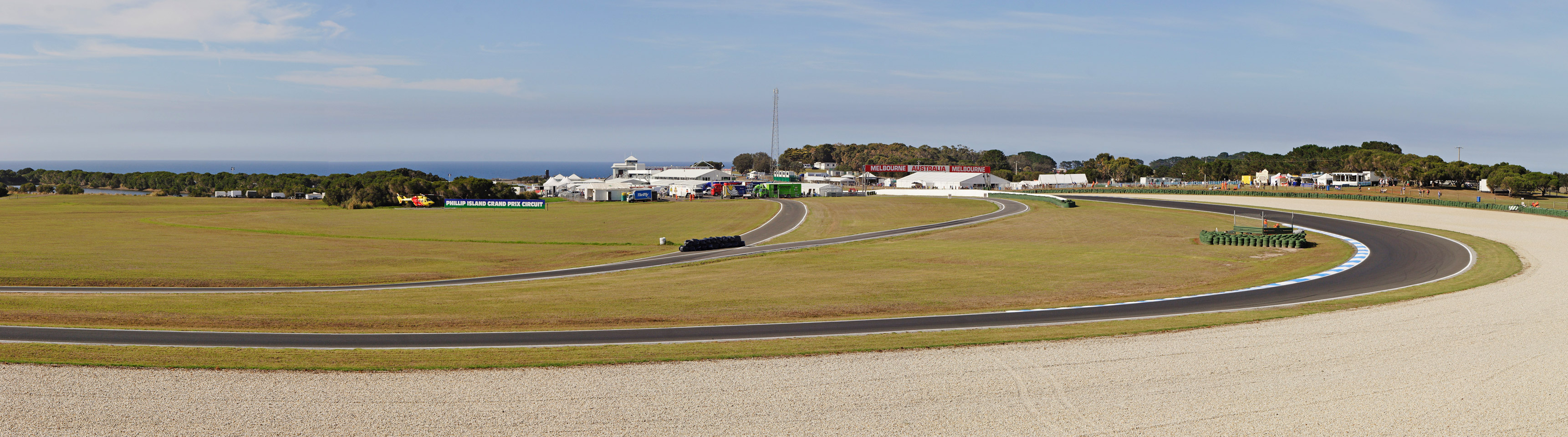
پیست